# إلياس يالتشنتاش
إلياس يالتشنتاش (بالتركية: İlyas Yalçıntaş)‏ (مواليد 7 مارس 1989، أرزينجان، تركيا )، مغني وملحن وكاتب أغاني تركي 
في عام 2015، نشر أغنيته الأولى İncir، تبعها Olmazsa Olmazımsın، وألبومه الأول Aşk Adam Seçiyor. في عام 2016، أصدر ألبومه الثاني İçimdeki Duman. في مايو 2018، أصدر أغنية ثنائية مع فريدة هلال أكين، وهي أغنية Şehrin Yolu.

## حياته ومسيرته الفنية
ولد في 7 مارس 1989 بمدينة أرزينجان. أكمل تعليمه في المدرسة الثانوية Küçükçekmece الأناضولية. وفي عام 2014 شارك ببرنامج إكس فاكتور تركيا بأغنية من تأليف صديقه إسكندر كولكتشي وألحان أورشون كاراموك وهي أغنية "İncir" مما أثار إعجاب الجماهير التركية.

## أغانيه وألبوماته

### ألبومات
- (İçimdeki Duman (2016

### أغاني فردية
- (Gel Be Gökyüzüm (2017
- (2018) Yağmur (مع ايتاش كرت)
- Şehrin Yolu (مع فريدة هلال أكين)
- (Bilmece (2018
- (Neredesin Sen (2019
- (Kirli Kadeh (2019

Olur olur (2020)

## الجوائز
| العام | المنظمة                               | الفئة                   |
| ----- | ------------------------------------- | ----------------------- |
| 2015  | جوائز الفراشة الذهبية                 | أفضل عازف منفرد         |
| 2016  | جوائز مجلة توب فاشن                   | أغنية السنة الأكثر طلبًا |
| 2016  | جوائز جامعة اسطنبول جيليشيم الإعلامية | أفضل أغنية كوفر         |

## وصلات خارجية
- إلياس يالتشنتاش  على فيسبوك.
- ilyasyalcintas على تويتر.
- إلياس يالتشنتاش على إنستغرام